# Marumba dyras
Marumba dyras är en fjärilsart som beskrevs av Otto Staudinger 1892. Marumba dyras ingår i släktet Marumba och familjen svärmare. Inga underarter finns listade i Catalogue of Life.

## Bildgalleri

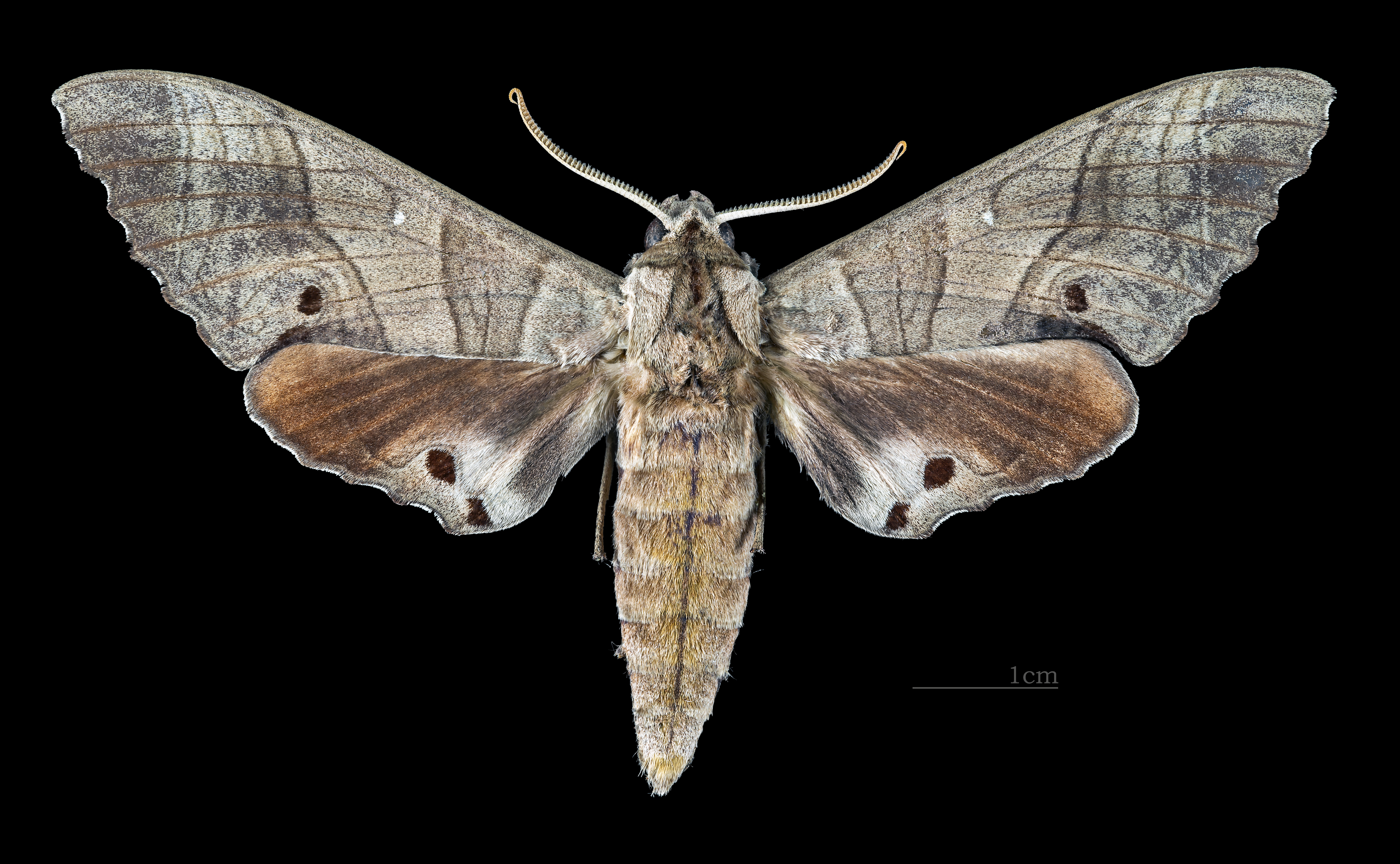
Marumba dyras dyras  ♂
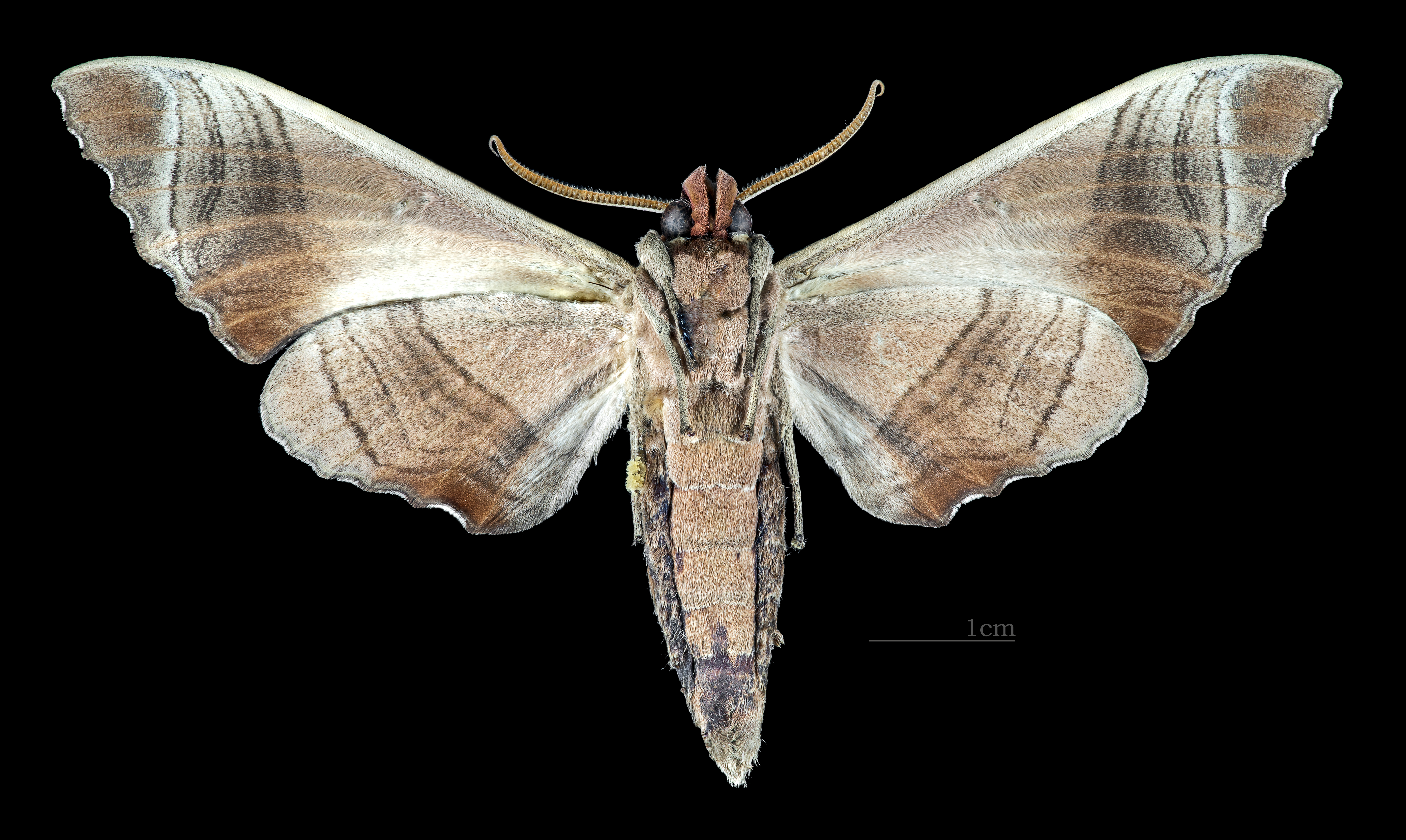
Marumba dyras dyras   ♂ △